# Maximilian Wagner
Maximilian Wagner (* 11. Jänner 1991) ist ein österreichischer Handballspieler.

## Karriere
Der 1,88 Meter große und 92 Kilogramm schwere Kreisläufer spielte in seiner Jugend für den HC Kärnten. In dieser Zeit wurde er auch in die Auswahl des Kärntner Handballbundes einberufen und nahm mit dieser an diversen nationalen Turnieren teil. Schon vor dem Erreichen der Volljährigkeit feierte er sein Debüt in der Kampfmannschaft die an der HBA teilnahm. Mit der Saison 2010/11 wechselte er für ein Jahr in die Handball Liga Austria zur SG Handball West Wien. Von 2011 bis 2014 spielte er erneut in der zweithöchsten Spielklasse Österreichs, diesmal aber für WAT Fünfhaus. 2014/15 stand der Rechtshänder beim UHK Krems unter Vertrag. 2015 wechselte Wagner zum UHC Gänserndorf in die Handball Bundesliga Austria. Für die Saison  2016/17 bis 2018/19 lief der Kärntner wieder für den HC Kärnten auf. Seit 2019/20 läuft Wagner für den UHC Hollabrunn auf.

## Saisonbilanzen

### HLA
| Saison    | Verein                | Spielklasse | Tore | 7-Meter | Feldtore |
| --------- | --------------------- | ----------- | ---- | ------- | -------- |
| 2010/11   | SG Handball West Wien | HLA         | 0    | 0/0     | 0        |
| 2014/15   | UHK Krems             | HLA         | 8    | 0/0     | 8        |
| 2010–2015 | gesamt                | HLA         | 8    | 0       | 8        |

### HBA
| Saison    | Verein          | Spielklasse | Tore | 7-Meter | Feldtore |
| --------- | --------------- | ----------- | ---- | ------- | -------- |
| 2011/12   | WAT Fünfhaus    | HBA         | 39   | 0/0     | 39       |
| 2012/13   | WAT Fünfhaus    | HBA         | 56   | 0/0     | 56       |
| 2013/14   | WAT Fünfhaus    | HBA         | 63   | 0/0     | 63       |
| 2015/16   | UHC Gänserndorf | HBA         | 62   | 0/0     | 62       |
| 2011–2016 | gesamt          | HBA         | 220  | 0/0     | 220      |